# Jurij Kavčič
Jurij Kavčič, slovenski veterinarski tehnik in politik, * 17. april 1960.
Med letoma 2002 in 2007 je bil član Državnega sveta Republike Slovenije.
Na državnozborskih volitvah leta 2011 je kandidiral na listi SLS.